# Brachypodium phoenicoides
Brachypodium phoenicoides é uma espécie de planta com flor pertencente à família Poaceae. 
A autoridade científica da espécie é (L.) P. Beauv. ex Roem. & Schult., tendo sido publicada em Systema Vegetabilium 2: 740. 1817.
Os seus nomes comuns são braquipódio ou braquipódio-avermelhado.

## Portugal
Trata-se de uma espécie presente no território português, nomeadamente os seguintes táxones infraespecíficos:
- Brachypodium phoenicoides var. mucronatum - presente em Portugal Continental. Em termos de naturalidade é nativa da região atrás referida. Não se encontra protegida por legislação portuguesa ou da Comunidade Europeia.
- Brachypodium phoenicoides var. phoenicoides - presente em Portugal Continental. Em termos de naturalidade é nativa da região atrás referida. Não se encontra protegida por legislação portuguesa ou da Comunidade Europeia.
- Brachypodium phoenicoides var. villiglume - presente em Portugal Continental. Em termos de naturalidade é nativa da região atrás referida. Não se encontra protegida por legislação portuguesa ou da Comunidade Europeia.